# The Baddest
The Baddest (estilizado em caixa alta) é uma canção do grupo feminino virtual de K-pop K/DA. Foi lançado como single em 27 de agosto de 2020, e é a primeira faixa de trabalho a ser lançada do EP All Out. É a primeira música do K/DA desde Pop/Stars em 2018. A música foi lançada junto a um lyric video que foi carregado no canal oficial de League of Legends no YouTube no mesmo dia.

## Histórico e lançamento
Após um hiato de quase dois anos, a Riot Games lançou as contas de Twitter e Instagram do grupo e anunciou o lançamento da canção. Antes de seu lançamento, a página de League of Legends no Shazam revelou que Wolftyla e Bea Miller assumiriam os papéis de Kai'Sa e Evelynn. No entanto, não foi esclarecido o motivo de Jaira Burns e Madison Beer não repetirem seus papéis anteriores.

## Versão brasileira
Em 5 de novembro de 2020, a conta de League of Legends no Twitter anunciou o lançamento da versão brasileira da canção com vocais da dupla Carol & Vitoria e da rapper Karol Conka. A versão recebeu o nome As Patroas - The Baddest (estilizado em caixa alta).

## Créditos
Versão original:
- Soyeon e Miyeon do grupo (G)I-dle, Bea Miller e Wolftyla - vocais;
- Riot Music Team - produção, composição, letra, produção vocal, mix e masterização;
- Sebastien Najand - composição;
- Bekuh Boom - composição e vocais adicionais;
- Lydia Paek e Minji Kim - tradução para o coreano;
- Oscar Free - produção vocal.

Versão brasileira:
- Vocais: Carol & Vitoria, Karol Conka;
- Direção e Produção Musical: Riot, Samuel Ferrari;
- Letra Português: Samuel Ferrari, Danilo Battistini, Glauber Coelho, Riot Games Brasil;
- Produção Vozes: Samuel Ferrari, Clovis Vilela;
- Gravação: Danilo Battistini;
- Mixagem: Maurício Cersosimo;
- Masterização: Maurício Gargel;
- Estúdio mdois.